# 8560 Tsubaki
8560 Tsubaki (1995 SD5) là một tiểu hành tinh vành đai chính được phát hiện ngày 20 tháng 9 năm 1995 bởi K. Endate và K. Watanabe ở Kitami.